# Ел Єнсен
Ел Єнсен (англ. Al Jensen; нар. 27 листопада 1958, Гамільтон) — канадський хокеїст, що грав на позиції воротаря.

## Ігрова кар'єра
Професійну хокейну кар'єру розпочав 1980 року.
1978 року був обраний на драфті НХЛ під 31-м загальним номером командою «Детройт Ред-Вінгс». 
Протягом професійної клубної ігрової кар'єри, що тривала 8 років, захищав кольори команд «Детройт Ред-Вінгс», «Вашингтон Кепіталс» та «Лос-Анджелес Кінгс».

## Статистика НХЛ
|                  | Сезони | І   | ША |
| ---------------- | ------ | --- | -- |
| Регулярний сезон | 7      | 179 | 8  |
| Плей-оф          | 3      | 12  | 0  |

## Нагороди та досягнення
- Володар Меморіального Кубку в складі «Гамільтон Фінкапс» — 1976.
- Срібний призер молодіжного чемпіонату світу 1977.
- Бронзовий призер молодіжного чемпіонату світу 1978.
- Володар Кубку Колдера в складі «Адірондак Ред-Вінгс» — 1981.
- Трофей Вільяма М. Дженнінгса разом з Петі Ріггіном — 1984.